# 365 до н. е.
365 до н. е. рік до юліанського римського календаря. Також відомий як рік консульства Авентіненсуса і Агала (або, рідше, 389 Ab Urbe condita).

## Події
- Платона повертається в Афіни.

## Народились
- Кратет Фіванський
- Пердікка (діадох)
- Піррон

## Померли
- цар Македонії Птолемей I Алорит
- Антисфен
- Евклід Мегарський
- Марк Фурій Камілл

| рік | Це незавершена стаття про рік. Ви можете допомогти проєкту, виправивши або дописавши її. |